# فابيان سالاس
فابيان سالاس (بالإسبانية: Fabián Salas)‏ هو لاعب كرة قدم مكسيكي، ولد في 27 سبتمبر 2000.